# Sminthopsis archeri
Sminthopsis archeri is een roofbuideldier uit het geslacht van de smalvoetbuidelmuizen. De wetenschappelijke naam van de soort werd voor het eerst geldig gepubliceerd door Steven Van Dyck in 1986.

## Kenmerken
De bovenkant is grijsbruin, de onderkant lichtgrijs. De dunne, bijna naakte staart is ongeveer even lang als de kop-romp. De kop-romplengte bedraagt 83 tot 107 mm, de staartlengte 82 tot 105 mm, de achtervoetlengte 17 tot 20 mm, de oorlengte 15 tot 19 mm en het gewicht 15 tot 20 g.

## Voortplanting
Over het gedrag van deze soort is weinig bekend. Er zijn twee vrouwtjes bekend met jongen in de buidel, één met vijf en één met acht jongen. Jongen worden waarschijnlijk in juli en augustus geboren.

## Verspreiding
Deze soort komt voor in open bos op de noordpunt van het Kaap York-schiereiland en in de savanne aan de zuidkant van Fly River in het zuidwesten van Papoea-Nieuw-Guinea.
Sminthopsis aitkeni · Sminthopsis archeri · Sminthopsis bindi · Sminthopsis boullangerensis · Sminthopsis butleri · Dikstaartsmalvoetbuidelmuis (Sminthopsis crassicaudata) · Sminthopsis dolichura · Sminthopsis douglasi · Sminthopsis froggatti · Sminthopsis fuliginosus · Sminthopsis gilberti · Sminthopsis granulipes · Sminthopsis griseoventer · Sminthopsis hirtipes · Sminthopsis leucopus · Sminthopsis macroura · Gewone smalvoetbuidelmuis (Sminthopsis murina) · Sminthopsis ooldea · Sminthopsis psammophila · Sminthopsis stalkeri · Sminthopsis virginiae · Sminthopsis youngsoni